# Ceratotrochus laxus
Espèce
Ceratotrochus laxus est une espèce de coraux appartenant à la famille des Caryophylliidae.